# Brea de Tajo
Brea de Tajo er en by og kommune i det centrale Spanien i Madrid-regionen. Den har et indbyggertal på 579 (2024) indbyggere.